# Стремигородська волость
Стремигородська волость — історична адміністративно-територіальна одиниця Радомисльського повіту Київської губернії з центром у селі Стремигород.
Станом на 1886 рік складалася з 17 поселень, 15 сільських громад. Населення — 12251 особа (3606 чоловічої статі та 3443 — жіночої), 668 дворових господарств.
|                     | Площа, десятин | У тому числі орної, дес. |
| ------------------- | -------------- | ------------------------ |
| Сільських громад    | 9437           | 5444                     |
| Приватної власності | 8528           | 2252                     |
| Казенної власності  | 7227           | —                        |
| Іншої власності     | 17864          | 8000                     |
| Загалом             | 41192          | 9929                     |

Поселення волості:
- Стремигород — колишнє власницьке село за 60 версти від повітового міста при річці Нефедівка, 672 особи, 72 двори, католицька каплиця, школа, постоялий будинок. За 17 верст — селище різночинців Скурати з 948 мешканцями, православної церквою, школою, 2 постоялими будинками, лавкою. 2 шкіряними заводами.
- Зубівщина — колишнє власницьке село при річці, 353 особи, 43 двори. Поруч чеська колонія 370 мешканцями, школа, постоялий будинок, 14 лавок, ярмарком по неділях через 2 тижні.
- Кам'янка — колишнє власницьке село при річці Кам'янець, 443 особи, 52 двори, православна церква, школа, постоялий будинок.
- Мелені — колишнє власницьке село при річці Ірша, 202 особи, 21 двір, православна церква, 3 постоялих будинки, лавка, 3 водяних млини.
- Новаки — колишнє власницьке село при річці Гуманівка, 819 осіб, 116 дворів, православна церква, школа, постоялий будинок, лавка.
- Хотинівка — колишнє власницьке село при річці Липівка, 800 осіб, 127 дворів, постоялий будинок.
- Новаки — колишнє власницьке село при річці Ірша, 15 осіб, 2 двори, православна церква. Поруч селище різночінців із 3237 мешканцями, єврейським молитовним будинком, школою, 6 постоялими будинками, 4 лавками, 5 водяними млинами.

Старшинами волості були:
- 1915 року — Петро Обиход[2].